# 엑셀 에너지 센터
엑셀 에너지 센터(영어: Xcel Energy Center)은 미국 미네소타주 세인트폴에 위치한 실내 경기장이다. 현재 NHL 미네소타 와일드의 홈경기장으로 사용되고 있으며, 과거 WNBA 미네소타 링크스의 임시 홈경기장으로 사용했다.

## WNBA경기
| 날짜            | 팀1           | 스코어   | 팀2             |
| --------------- | ------------- | -------- | --------------- |
| 2016년 9월 28일 | 피닉스 머큐리 | 95 - 113 | 미네소타 링크스 |
| 2016년 9월 30일 | 피닉스 머큐리 | 86 - 96  | 미네소타 링크스 |

| NHL 올스타전 개최 경기장 |                    |                      |
| 2003년                   | 2004년 엑셀 에너지 | 2005년               |
| 오피스 디포 센터         | 2004년 엑셀 에너지 | 파업으로 인해 미개최 |
|                          |                    |                      |
|                          |                    |                      |